# Cantone di La Vallée de la Barousse
Il Cantone di La Vallée de la Barousse è una divisione amministrativa dell'arrondissement di Bagnères-de-Bigorre e dell'arrondissement di Tarbes.
È stato costituito a seguito della riforma approvata con decreto del 25 febbraio 2014, che ha avuto attuazione dopo le elezioni dipartimentali del 2015.

## Composizione
Comprende i seguenti 52 comuni:
- Anères
- Anla
- Antichan
- Arné
- Aventignan
- Aveux
- Bertren
- Bize
- Bizous
- Bramevaque
- Campistrous
- Cantaous
- Cazarilh
- Clarens
- Créchets
- Esbareich
- Ferrère
- Gaudent
- Gembrie
- Générest
- Hautaget
- Ilheu
- Izaourt
- Lagrange
- Lannemezan
- Lombrès
- Loures-Barousse
- Mauléon-Barousse
- Mazères-de-Neste
- Montégut
- Montsérié
- Nestier
- Nistos
- Ourde
- Pinas
- Réjaumont
- Sacoué
- Saint-Laurent-de-Neste
- Saint-Paul
- Sainte-Marie
- Saléchan
- Samuran
- Sarp
- Seich
- Siradan
- Sost
- Tajan
- Thèbe
- Tibiran-Jaunac
- Troubat
- Tuzaguet
- Uglas